# 东王镇
东王镇，是中华人民共和国河北省石家庄市新乐市下辖的一个乡镇级行政单位。

## 行政区划
东王镇下辖以下地区：
东王村、东里村、西里村、陈村、班家庄村、孔村、康兴村、西王村、楼底村和白店村。